# William Ragsdale

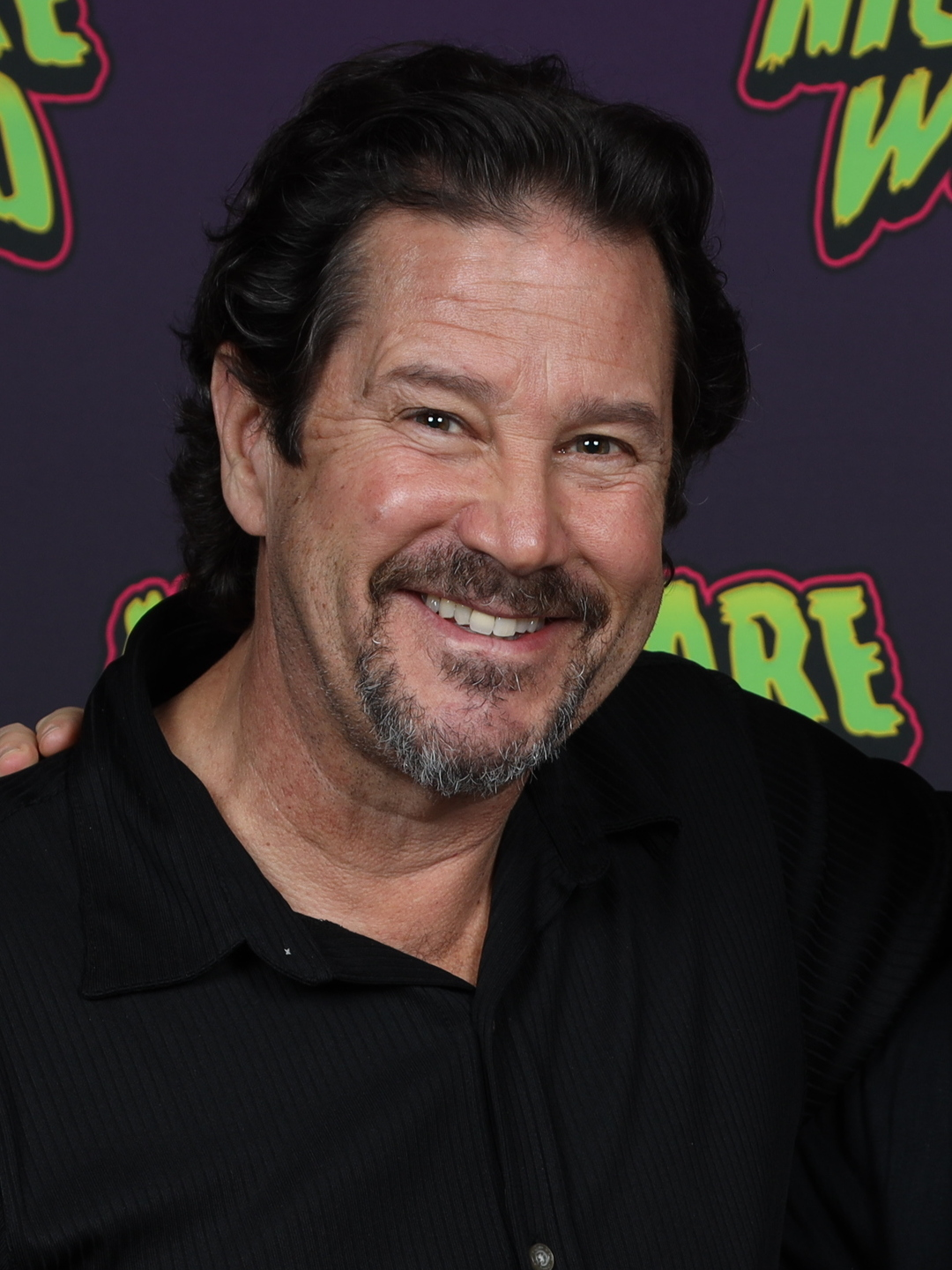
William Ragsdale (2023)

Robert William Ragsdale (* 19. Januar 1961 in El Dorado, Arkansas) ist ein US-amerikanischer Schauspieler.

## Leben und Karriere
Ragsdale, der auf seinen Vornamen Robert verzichtet, stammt aus Arkansas, wo er mit zwei Schwestern aufwuchs. Bereits seit seinem elften Lebensjahr steht er auf der Theaterbühne. Er besuchte das Hendrix College in seinem Heimatstaat und anschließend die Drama Studio London’s American School in Berkeley, Kalifornien. Seit 1979 steht er vor der Kamera. Ragsdale war in mehreren namhaften Film- und Fernsehproduktionen zu sehen. Bekanntheit erlangte er für seine Rolle in dem Horrorfilm Die rabenschwarze Nacht – Fright Night von 1985. Von 2010 bis 2012 war er in einer wiederkehrenden Rolle in der Serie Justified zu sehen. Sein Schaffen vor der Kamera umfasst mehr als 70 Film- und Fernsehproduktionen, an denen er beteiligt war.
Er ist seit 1999 verheiratet und Vater von drei Söhnen.

## Filmografie (Auswahl)
- 1979: Screams of a Winter Night
- 1985: Die rabenschwarze Nacht – Fright Night (Fright Night)
- 1985: Bedrohliches Geflüster (Smooth Talk)
- 1988: Mein Nachbar, der Vampir (Fright Night: Part 2)
- 1991: Mannequin 2 – Der Zauber geht weiter (Mannequin Two: On the Move)
- 1991–1994: 4x Herman (Herman’s Head, Fernsehserie, 72 Episoden)
- 1994–1997: Ellen (Fernsehserie, vier Episoden)
- 1996: Silver Girls (Fernsehserie, zwei Episoden)
- 1997: Faster Baby, Kill (Fernsehserie, Episode 1x01)
- 1998: Männer ticken anders (Just a Little Harmless Sex)
- 1998–1999: Brother’s Keeper (Fernsehserie, 23 Episoden)
- 2000–2001: Starlets (Fernsehserie, 17 Episoden)
- 2000–2003: Für alle Fälle Amy (Fernsehserie, fünf Episoden)
- 2004: Lass es, Larry! (Curb Your Enthusiasm, Fernsehserie, Episode 4x05)
- 2004: Office Girl (Fernsehserie, vier Episoden)
- 2006: Big Mama’s Haus 2 (Big Mamma’s House 2)
- 2006: Still Standing (Fernsehserie, Episode 4x20)
- 2006: The Last Time
- 2007: Crossing Jordan – Pathologin mit Profil (Crossing Jordan, Fernsehserie, 6x02)
- 2007: The Game (Fernsehserie, Episode 1x19)
- 2007: Desperate Housewives (Fernsehserie, Episode 3x22)
- 2008: Inside Hollywood
- 2008: Without a Trace – Spurlos verschwunden (Without a Trace, Fernsehserie)
- 2008: Medium – Nichts bleibt verborgen (Medium, Fernsehserie, Episode 4x13)
- 2009: Cold Case – Kein Opfer ist je vergessen (Cold Case, Fernsehserie 6x14)
- 2009: Wonderful World
- 2010: The Mentalist (Fernsehserie, 3x02)
- 2010: CSI: Miami (Fernsehserie, Episode 9x04)
- 2010–2012: Justified (Fernsehserie, 13 Episoden)
- 2012: CSI: Vegas (CSI: Crime Scene Investigation, Fernsehserie, Episode 12x13)
- 2012: Perception (Fernsehserie, Episode 1x06)
- 2012: Thunderstruck
- 2012: Touch (Fernsehserie, Episode 1x13)
- 2013: Broken City
- 2013: Navy CIS (NCSI, Fernsehserie, Episode 11x06)
- 2014: Drop Dead Diva (Fernsehserie, Episode 6x06)
- 2014: Mistresses (Fernsehserie, drei Episoden)
- 2014: Left Behind
- 2014: White Collar (Fernsehserie, Episode 6x04)
- 2015: Criminal Minds (Fernsehserie, Episode 10x16)
- 2016: Blindspot (Fernsehserie, Episode 1x20)
- 2016: BrainDead (Fernsehserie, Episode 1x02)
- 2016: Elementary (Fernsehserie, Episode 5x10)
- 2018: Madam Secretary (Fernsehserie, Episode 4x11)
- 2018: Alex Strangelove
- 2018: The Good Fight (Fernsehserie, Episode 2x09)
- 2019: Instinct (Fernsehserie, Episode 2x03)
- 2019: The Deuce (Fernsehserie, Episode 3x06)
- 2019: When We Dance the Music Dies
- 2020: Blue Bloods – Crime Scene New York (Blue Bloods, Fernsehserie, Episode 10x15)
- 2020: Black-ish (Fernsehserie, Episode 6x18)
- 2021: The Blacklist (Fernsehserie, Episode 8x05)
- 2022: The Elevator Game
- 2023: Renfield